# Манчестер (Канзас)
Манчестер (англ. Manchester) — місто (англ. city) в США, в окрузі Дікінсон штату Канзас. Населення — 47 осіб (2020).

## Географія
Манчестер розташований за координатами 39°5′30″ пн. ш. 97°19′15″ зх. д. / 39.09167° пн. ш. 97.32083° зх. д. (39.091687, -97.320888).  За даними Бюро перепису населення США в 2010 році місто мало площу 0,66 км², з яких 0,65 км² — суходіл та 0,01 км² — водойми. В 2017 році площа становила 0,42 км², уся площа — суходіл.

## Демографія
Згідно з переписом 2010 року, у місті мешкало 95 осіб у 38 домогосподарствах у складі 24 родин. Густота населення становила 145 осіб/км².  Було 60 помешкань (92/км²).
Расовий склад населення:
| - 92,6 % — білих - 4,2 % — корінних американців - 1,1 % — осіб інших рас |

До двох чи більше рас належало 2,1 %. Частка іспаномовних становила 1,1 % від усіх жителів.
За віковим діапазоном населення розподілялося таким чином: 31,6 % — особи молодші 18 років, 60,0 % — особи у віці 18—64 років, 8,4 % — особи у віці 65 років та старші. Медіана віку мешканця становила 35,9 року. На 100 осіб жіночої статі у місті припадало 120,9 чоловіків;  на 100 жінок у віці від 18 років та старших — 116,7 чоловіків також старших 18 років.
Середній дохід на одне домашнє господарство  становив 29 953 долари США (медіана — 28 571), а середній дохід на одну сім'ю — 31 408 доларів (медіана — 26 875). За межею бідності перебувало 46,3 % осіб, у тому числі 61,4 % дітей у віці до 18 років та 11,1 % осіб у віці 65 років та старших.
Цивільне працевлаштоване населення становило 47 осіб. Основні галузі зайнятості: мистецтво, розваги та відпочинок — 31,9 %, роздрібна торгівля — 17,0 %, науковці, спеціалісти, менеджери — 17,0 %.